# Noriko Matsuda
Pour les articles homonymes, voir Matsuda.
Noriko Matsuda (松田紀子, Matsuda Noriko), née le 5 mars 1952 à Kushiro (Japon), est une joueuse de volley-ball japonaise.
Elle fait partie de la sélection nationale japonaise sacrée championne olympique aux Jeux d'été de 1976 à Montréal.

## Palmarès
- Jeux olympiques (1)
  - Vainqueur : 1976

- Coupe du monde (1)
  - Vainqueur : 1977